# Абингтон (Масачусетс)
Абингтон (енгл. Abington) насељено је место без административног статуса у америчкој савезној држави Масачусетс.

## Демографија
По попису из 2010. године број становника је 15.985, што је 1.38 (9,4%) становника више него 2000. године.
| Група             | 2000.          | 2010.          |
| Белци             | 14.163 (97,0%) | 14.617 (91,4%) |
| Афроамериканци    | 111 (0,8%)     | 342 (2,1%)     |
| Азијати           | 71 (0,5%)      | 284 (1,8%)     |
| Хиспаноамериканци | 103 (0,7%)     | 310 (1,9%)     |
| Укупно            | 14.605         | 15.985         |